# Tema (Bizant)
Tema ili temat (grč. mn. θέματα, thémata; jedn. θέμα, théma, u lat. thema) je bila jedinica lokalne samouprave u Bizantu. Bila je vojno-upravne naravi. Postoji od 7. stoljeća. Uspostavljene su nakon muslimanskih osvajanja dijelova bizantskih zemalja. Sustavom tema zamijenjen je prijašnji sustav rimskih provincija koji su bili uspostavili Dioklecijan i Konstantin Veliki.
Izvorno su teme stvorene u krajevima gdje su se ulogorile poljske postrojbe Istočne Rimske vojske. Imena su odgovarala vojnim postrojbama koje su postojale u tim krajevima.
Hrvatskim su se krajevima prostirale Dalmacija (Δαλματίας), Srijemska tema (Σιρμίου), Arentanōn (Αρεντανών), Diokleias/Diokletianōn (Διοκλείας/Διοκλητιανών, sjedište u današnjem Dubrovniku), Travunja (Τραβουνίας/Τρεβουνιατών), Zahumlje (Ζαχλουμίας) i Sirmij.